# 5億年ボタン
5億年ボタン（ごおくねんボタン）は、2001年に菅原そうたにより発表された短編読み切り漫画の通称、およびそれを元にしたアニメである。

## 概要

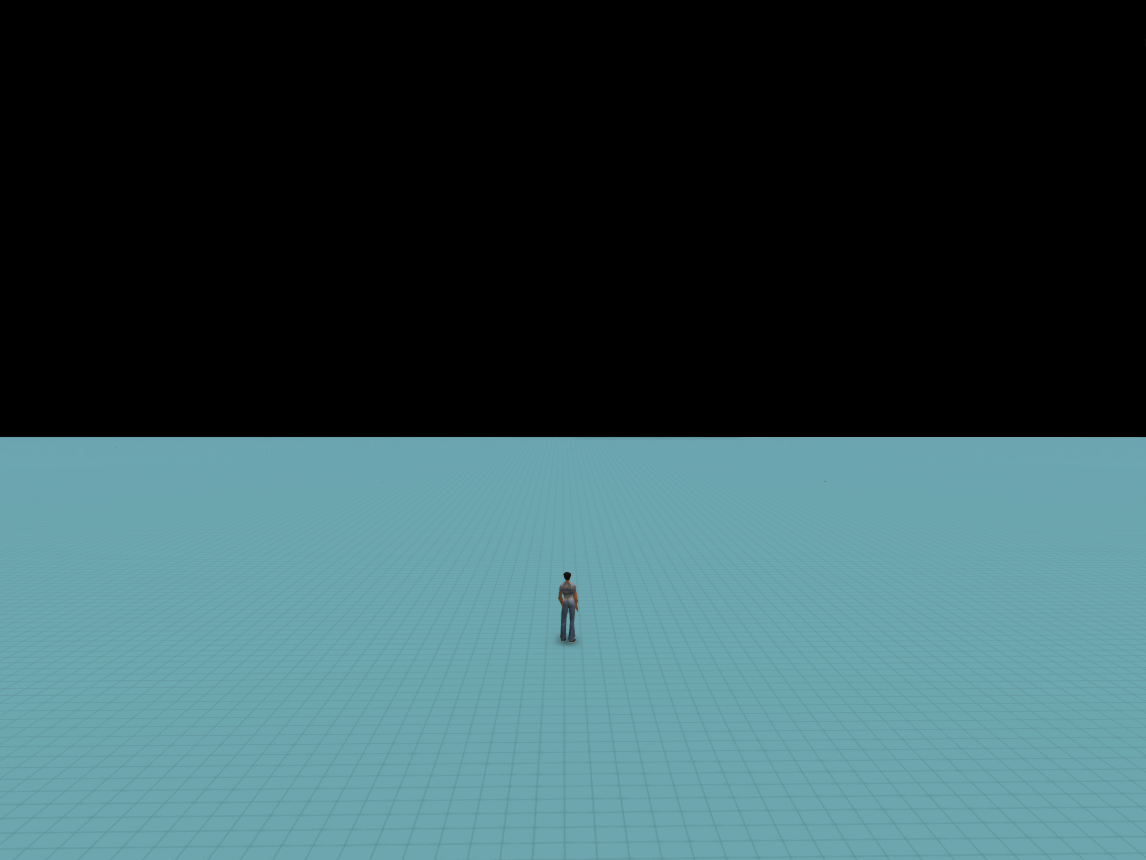
5億年を過ごす世界

元々は2001年に菅原そうたが週刊少年ジャンプの増刊号「GAG Special 2002」で発表した短編読み切り漫画「BUTTON A PART TIME JOB」であり、その後単行本『みんなのトニオちゃん』に収録された際には「アルバイト（BUTTON）」にタイトルが変更され、登場人物の名前が変更されている。この作品に登場するアイテムが「5億年ボタン」である。このボタンを押すと押した者の意識は何もない異次元空間に転送され、そこで5億年の時を過ごす。そして5億年経過後に押した者は元の世界に戻され、100万円が手に入るが、この際押した者は記憶を消されるため、押した者の自覚では押した直後に100万円が手に入るというものになる。
その後、2003年3月29日に発売されたB-DASHのDVD『エべれーター』に「5億年」のタイトルで収録された他、「ブラックチャンネル」、「混血のカレコレ」などでも5億年ボタンが紹介された。2022年には菅原自身が監督や脚本、美術などを務めて「5億年ボタン【公式】〜菅原そうたのショートショート〜」のタイトルでアニメ化される。

## 登場人物
スネ郎
主人公。楽して稼げるバイトを探していた所、トニオちゃんから5億年ボタンを知らされ、ボタンを押す。
「GAG Special 2002」では名前がたくやだった。アニメではスネ子にあたる。
ジャイ太
スネ郎の同級生。前のアルバイト先をクビにされ、新しいアルバイトを探していた所、トニオちゃんから5億年ボタンを知らされ、ボタンを押す。
「GAG Special 2002」では名前がタナヤンだった。アニメではジャイ美にあたる。
トニオちゃん
スネ郎の同級生。スネ郎とジャイ太に5億年ボタンのことを紹介する。
「GAG Special 2002」では名前がゴンゴンという犬だった。

## テレビアニメ
『5億年ボタン【公式】〜菅原そうたのショートショート〜』のタイトルで2022年7月15日から9月30日までTOKYO MXほかにて放送。ナレーションは銀河万丈。2024年9月30日にTVアニメ「5億年ボタン」の完全新作となる「第13話」が、2024年12月28日に「第14話」が放送された。

### あらすじ
父親の入院費が払えず途方に暮れていたスネ子・ジャイ美・トニオの三姉弟の元に井上博士が現れ、怪しげな発明品を紹介していく。

### 登場キャラクター（アニメ）
トニオ
声 - 野沢雅子
主人公。3姉弟の末っ子の5歳。可愛い見た目とは裏腹にニヒルな性格で、いつも変なことを考えている。
ジャイ美
声 - 三森すずこ
3姉弟の次女。14歳。学校のアイドルで番長。モデルやアイドルバンド「鼓膜破り」のセンターも務めている。
ジャイアンや涼宮ハルヒをイメージして作られた気の強いキャラクター。
スネ子
声 - 大空直美
3姉弟の長女。17歳。生徒会長をしている傍ら、裏でVtuber活動もしている。
主人公になれない女の子で、視聴者からの共感を得られやすいキャラとして制作された。
井上博士
声 - 高野麻里佳
3姉弟に5億年ボタン等の発明品を紹介する。周囲からは不審者扱いされている。
綾波レイや初音ミク、コロコロの中間を狙って作られたキャラクター。メインの3人に禁じ手を持ち込むキャラとして意図されている。
うんこちゃん
声 - 三上枝織
ドラゴンのうんこから生まれた妖精。
はなちゃん
声 - 羊宮妃那
スネ子の同級生で、大金持ちのお嬢様。
ドラゴン
声 - ボルケーノ太田

### 製作
| 原作・監督・企画・シリーズ構成 構成・脚本・キャラクター原案 キャラクターデザイン・作画監督 音響監督・音響・演出・コンテ Vコンテ・編集・色彩設定・美術監督 | 菅原そうた                 |
| 音楽 | とくさしけんご、菅原そうた |
| 音響効果 | 徳永義明、菅原そうた       |
| 協力 | TOKYO MX                   |
| アニメーション制作・製作・著作 | STUDIO SOTA                |

スタッフのほとんどを菅原そうたが、アニメーション制作も菅原の会社であるSTUDIO SOTAが担当するなど、菅原がほぼ個人で制作しているアニメである。
菅原は2015年の父の死去、2017年の自身の大病、2019年の子供の誕生により死を強く意識するようになり、死ぬまでに自分の漫画をアニメ化したいという願いをかなえるため、2019年にアニメ化を決意した。そこから約3年をかけて制作された。制作には商用利用可能なVRoidなど多くのアセットが利用されている。
菅原は普段はプレスコ収録をしているが、本作は菅原自身が声入れをして仮作成した映像に後から声優が声をあてている。アドリブパートの映像は2021年末まで未作成だったため、声優の音声収録後に制作された。モーションの動きは菅原が担当している。
全12話の制作後にTOKYO MXのアニメビジネス部と相談し、個人名義での放送はできないと言われたため、2021年11月にSTUDIO SOTAを設立して放送が成立している。

### 構成
第1話から第4話までは「5億年ボタン」の話を、第5話以降は1話完結の回を放送。内容面でも思考実験的な演出を入れている。また、TOKYO MXの放送限定のおまけコーナーとして1話と2話は実写パート、3話以降は本作全てを手がけている菅原そうたが手掛けたショートアニメ「ネットミラクルショッピング」の傑作選放送を行っている（CS及びネット配信ではカットされている）。

### 主題歌
「TIME」
幸祜によるオープニングテーマ。作詞・作曲は大沼パセリ、編曲は安宅秀紀。
「チクタクボーイ」
理芽によるエンディングテーマ。作詞・作曲は永井聖一。

### 各話リスト
| 話数   | サブタイトル                                | 初放送日       |
| ------ | ------------------------------------------- | -------------- |
| 1PUSH  | シンクロ地球儀                              | 2022年 7月15日 |
| 2PUSH  | 5億年ボタン                                 | 7月22日        |
| 3PUSH  | 大統一場理論                                | 7月29日        |
| 4PUSH  | 僕、悟ったでちゅ                            | 8月5日         |
| 5PUSH  | 5億年ボタン16連射ウン子ちゃん               | 8月12日        |
| 6PUSH  | 押す派VS押さない派の激論バトル旅行に行く    | 8月19日        |
| 7PUSH  | AIの5億年ボタン                             | 8月26日        |
| 8PUSH  | 色即是空                                    | 9月2日         |
| 9PUSH  | サ道                                        | 9月9日         |
| 10PUSH | 5億年ボタンの解決法この世はすべて偽物だった | 9月16日        |
| 11PUSH | 5兆年ボタン                                 | 9月23日        |
| 12PUSH | 思い出しボタン                              | 9月30日        |
| 13PUSH | AIのエモくん5次元ボタン                     | 2024年 9月30日 |
| 14PUSH | 星に願いを宇宙の果て                        | 12月28日       |

### 放送局
| 放送期間                | 放送時間                     | 放送局   | 対象地域 | 備考                      |
| ----------------------- | ---------------------------- | -------- | -------- | ------------------------- |
| 2022年7月15日 - 9月30日 | 金曜 0:30 - 1:00（木曜深夜） | TOKYO MX | 東京都   | 協力                      |
| 2022年7月17日 - 10月2日 | 日曜 23:30 - 月曜 0:00       | AT-X     | 日本全域 | CS放送 / リピート放送あり |
| 2024年9月30日           | 月曜 22:30 - 23:00           | TOKYO MX | 東京都   | 13話                      |
| 2024年12月28日          | 土曜 22:00 - 22:30           | TOKYO MX | 東京都   | 14話                      |

| 配信開始日    | 配信時間                   | 配信サイト |
| ------------- | -------------------------- | --- |
| 2022年7月15日 | 金曜 0:30（木曜深夜） 更新 | ABEMA dアニメストア （本店・for Prime Video ・ニコニコ支店） FOD ニコニコ生放送 アニメタイムズ dTV ひかりTV                                                      |
| 2022年7月16日 | 土曜 0:00（金曜深夜） 更新 | auスマートパスプレミアム TELASA メガパック みるプラス |
| 2022年7月18日 | 月曜 0:30（日曜深夜） 更新 | Amazon Prime Video ニコニコチャンネル ビデオマーケット music.jp アニメカ バンダイチャンネル GYAO! GYAO!ストア U-NEXT アニメ放題 Rakuten TV Hulu Google Play TVer |
|               | 月曜 10:00 更新            | VIDEX |
|               | 月曜 12:00 更新            | HAPPY!動画 |

ニコニコ生放送では、菅原そうたが運営コメントを経由する形で同時視聴に参加している。